# Nomada idahoensis
Nomada idahoensis är en biart som beskrevs av Swenk 1913. Nomada idahoensis ingår i släktet gökbin, och familjen långtungebin. Inga underarter finns listade i Catalogue of Life.